# Amirjan Sabori
Amirjan Sabori (Dari امير جان صبوري; * in Herat) ist ein afghanischer Sänger, Komponist und Dichter.
Sabori verließ in den Jahren des Kriegs Afghanistan und lebt zurzeit in Kanada. Amirjan Sabori hatte eine lange Pause in seiner Karriere.
Nach dem Fall der Taliban, die Musik, Kunst und Tanz nicht würdigten, besuchte er seine Heimatstadt und hielt sich in Kabul für lange Zeit auf. Er gehört zu den ersten Musikern, die zum Wiederaufbau der Musik in Afghanistan beitrugen. In persisch-sprechenden Ländern wie dem Iran und Tadschikistan waren seine Lieder sehr bekannt.
Die Leistung des Musikers besteht darin, die afghanischen bzw. indo-iranischen Melodien mit Komponenten der westlichen Mehrstimmigkeit bzw. Musik mit diversen Tonarten, Akkorden usw. professionell nach Harmonielehre zu verbinden. Mit einem aus verschiedenen Ethnien Zentralasiens zusammengesetzten Orchester sang er sein Lied die Trennung, die als Symbol für seine Trennung zur Heimat gedeutet werden kann.
Die Themen seiner Musik gehen auf die alten kulturellen Traditionen des Landes zurück, die er mit neuen und modernen Tönen und Instrumenten versucht zu versinnbildlichen.
Im Jahr 2005 kam sein neues Album, auch in seiner Muttersprache Dari, Zindagi Hamen Ast heraus, das er gemeinsam mit Homayon Hazbar Schinwari und Wahid Qasemi (Enkelkind von Qasem Jo) sang.
Die Lieder seines Albums Hanoz awal e Eshk ast wurden zu Schlagern in Afghanistan und Tadschikistan.

## Diskografie
- Veröffentlichungen im Exil
- 2005: Zindagi Hamen Ast (So ist das Leben)